# کراپ گریش
کراپ گریش (به لاتین: Crap Grisch) یک کوه در سوئیس است که در کانتون گراوبوندن واقع شده‌است. کراپ گریش ۲٬۸۶۱ متر بالاتر از سطح دریا واقع شده‌است.